# Асоціація спортивної боротьби України
Асоціація спортивної боротьби України — всеукраїнська громадська організація спортивної спрямованості, яка об'єднує спортсменів, тренерів, суддів, інших фахівців вільної і греко-римської боротьби. Об'єднує федерації вільної, жіночої та греко-римської боротьби України.

## Мета діяльності
Основною метою діяльності Асоціації є сприяння розвитку вільної і греко-римської боротьби, які патронуються ФІЛА (надалі спортивні дисципліни) в Україні, підвищенню ролі фізичної культури та спорту у всебічному розвитку особистості, зміцненню здоров'я громадян, формуванню здорового способу життя та захист спільних законних інтересів своїх членів.

## Завдання
Серед завдань, які ставить перед собою Асоціація:
- сприяння розробці та втіленню в життя програми розвитку відповідних спортивних дисциплін в Україні, вдосконаленню системи підготовки висококваліфікованих спортсменів, їх успішному виступу на міжнародних змаганнях;
- надання організаційної та методичної допомоги місцевим осередкам, у роботі по залученню населення до занять відповідними спортивними дисциплінами;
- сприяння встановленню і розвитку співробітництва, плідної взаємодії, взаєморозуміння між членами Асоціації;
- сприяння поширенню інформації в Україні про відповідні спортивні дисципліни та про діяльність Асоціації.

## Члени
До асоціації входять індивідуальні та колективні члени. Ними можуть бути громадяни України, який є членом одного із її місцевих осередків або колективи підприємств, установ і організацій. Члени мають визнавати принципи, мету, завдання та Статут Асоціації, сплачувати членські внески.

## Місцеві осередки
Регіональні організації Асоціації спортивної боротьби України існують у всіх регіонах України.

## Історія
Створена у 1992 році. Того ж року Українську Асоціацію прийняли до Міжнародної федерації боротьби (FILA).
Першим президентом Асоціації став Ян Димов, спортивний журналіст, автор багатьох публікацій та книг про боротьбу й борців, який свого часу очолював федерацію греко-римської боротьби України.
У 1997 році президентом Асоціації обрали заслуженого тренера України Бориса Савлохова.
У 2001 році на звітно-виборній конференції співпрезидентами Асоціації спортивної боротьби України було обрано Василя Заброду (відповідав за розвиток вільної та жіночої боротьби) та Володимира Киселя (відповідав за розвиток греко-римської боротьби).
У 2004 році співпрезидентом Асоціації обрали олімпійського чемпіона Ельбруса Тедеєва (відповідав за розвиток вільної та жіночої боротьби).
В серпні 2018 року новим президентом обрано Олега Миколайовича Кравченка. 
З 2021 року Асоціацію спортивної боротьби очолює Юрій Богданович Копитко.

## Турніри
Асоціація спортивної боротьби України проводить щорічний традиційний Міжнародний турнір з вільної боротьби (та жіночої боротьби) в Київському палаці спорту, присвяченого видатним українським борцям — чемпіонам Європи, світу та Олімпійських ігор. В турнірі, як правило, щороку беруть участь провідні атлети з 20-30 країн світу. Ці змагання називають «малим чемпіонатом світу».

## Нагороди
За видатні досягнення української школи боротьби, серед яких головне місце займають золоті медалі, які здобули Ельбрус Тедеєв (вільна боротьба) та Ірина Мерлені (жіноча боротьба) на Олімпіаді в Афінах у 2004 році, спортсмени, тренери і фахівці Асоціації спортивної боротьби України були представлені до державних нагород. Зокрема, Ельбрус Тедеєв нагороджений трьома державними нагородами: відзнакою Президента; хрестом «За мужність» та орденом «За заслуги» ІІ ступеня. Ірина Мерлені нагороджена орденами княгині Ольги ІІІ ступеня, «За заслуги» ІІІ ступеня та «За розбудову України» імені Михайла Грушевського. Тренер Руслан Савлохов нагороджений орденом «За заслуги» ІІІ ступеня.